# 有馬允純
有馬 允純（ありま まさずみ / まさすみ）は、越前丸岡藩の第4代藩主。晴信系有馬家7代。第3代藩主有馬孝純の八男。
延享4年（1747年）3月15日、江戸幸橋屋敷にて生まれる。7人の兄がいたが、いずれも庶子だったため、世子となる。宝暦7年（1757年）、父の死去により跡を継いだ。藩政においては大庄屋制度の廃止など、藩の行政改革に尽力したが、明和9年（1772年）9月2日に26歳で死去した。跡を長男の誉純が継いだ。

## 系譜
父母
- 有馬孝純（父）
- 瑞応院 ー 稲葉正知の娘（母）

正室
- 松平富子、天華院 ー 松平定温の娘

側室
- 村田美濃子 ー 清泰院

子女
- 有馬誉純（長男）生母は清泰院（側室）